# Ежен Валашек
Ежен Валашек (рос. Евгений Валашек, 20 червня 1916, Москва — 22 березня 2007) — швейцарський футболіст, що грав на позиції нападника, зокрема, за клуб «Серветт», а також національну збірну Швейцарії. По завершенні ігрової кар'єри — тренер. чемпіон Швейцарії. Володар кубка Швейцарії.

## Клубна кар'єра
У футболі дебютував виступами за команду «Уранія Женева Спорт». 
Своєю грою за цю команду привернув увагу представників тренерського штабу клубу «Серветт», до складу якого приєднався 1936 року. Відіграв за женевську команду наступні вісім сезонів своєї ігрової кар'єри.
Завершив професійну ігрову кар'єру у клубі «Янг Бойз», за команду якого виступав протягом 1944—1945 років.

## Виступи за збірну
1937 року дебютував в офіційних матчах у складі національної збірної Швейцарії. Протягом кар'єри у національній команді, яка тривала 9 років, провів у її формі 26 матчів, забивши 4 голи.
У складі збірної був учасником чемпіонату світу 1938 року у Франції, де зіграв в обох матчах проти Німеччини (1-1) і (4-2) і проти Угорщини (0-2).

## Кар'єра тренера
Розпочав тренерську кар'єру, повернувшись до футболу після невеликої перерви, 1951 року, очоливши тренерський штаб клубу «Етуаль-Спортінг».
Останнім місцем тренерської роботи був клуб «Уранія Женева Спорт», головним тренером команди якого Ежен Валашек був з 1953 по 1961 рік.
Помер 22 березня 2007 року на 91-му році життя.

## Титули і досягнення
- Чемпіон Швейцарії (1):

«Серветт»: 1939-1940
- Володар кубка Швейцарії (1):

«Янг Бойз»: 1945